# Luciano Castelli
Luciano Castelli (* 28. September 1951 in Luzern) ist ein Schweizer Maler, Grafiker, Fotograf, Bildhauer und Musiker.

## Leben und Werk

### Luzern: Modell, Selbstdarsteller, Kunststar
Luciano Castelli besuchte bei Max von Moos den Vorkurs der Kunstgewerbeschule, lernte danach Schriftmaler und war anfangs der 1970er Jahre die Schlüsselfigur der Luzerner Bohème. Castelli und seine Wohngemeinschaft gingen in die Kunstgeschichte ein durch monumentale fotorealistische Malereien, die der Künstler Franz Gertsch nach Schnappschüssen umsetzte. Neben «Luciano I», «At Lucianos House» und «Marina schminkt Luciano» war das vor allem «Medici», ein Gruppenporträt «der langhaarigen Freaks um den schrillen Maler Luciano Castelli», das zum «eigentlichen Titelbild von Harald Szeemanns documenta 5» wurde. Castelli, der 1971 seine erste Einzelausstellung zeigte, war – gerade mal 21-jährig – selbst als Künstler an der Documenta 5 eingeladen, wo er Skulpturen von Alltagsgegenständen wie einen Schuh oder ein Taschentuch präsentierte, die gleichzeitig als «Chiloum», als Rauchpfeife verwendet werden konnten. Castelli wurde zum Szenestar.
Viel verdankte er dabei Jean-Christophe Ammann, dem ehemaligen Assistenten von Szeemann und Direktor des Kunstmuseums Luzern, welcher ihn mit Gertsch in Kontakt und an die Documenta gebracht hatte. 1974 zeigte Ammann in seiner bahnbrechenden Ausstellung «Transformer – Aspekte der Travestie» androgyne Fotos von Castelli und bemerkte: «Travestie bedeutet ihm weniger ein grundsätzliches Verhalten zwischen den Geschlechtern als vielmehr die expressive Verheiratung eines männlich realisierenden und eines weiblichen, durch Verfügbarkeit gekennzeichneten Pols.» In der Ausstellung war auch der Surrealist Pierre Molinier vertreten, der in der Folge mit Castelli korrespondierte und ihn für Fotos inszenierte. War die androgyne Selbststilisierung beeinflusst von der Ästhetik des Glam Rock, begann Castelli bald darauf, sich in weiteren Rollen auszuloten, die vom Jungkonservativen über den Filmstar bis zu Sado-Maso-Looks reichten.

### Berlin: Neuer Wilder und Punkmusiker
1978 zog Castelli nach Berlin und landete im Kreis um die Galerie am Moritzplatz, zu der er mit seiner expressiven, schnellen Malerei passte. Die Maler, die sich vom Intellektualismus und der Strenge der 1970er-Avantgarden abgegrenzt haben, gingen als Neue Wilde in die Kunstgeschichte ein. Mit Rainer Fetting malte Castelli Gemeinschaftsbilder ebenso wie mit dessen Lebensgefährten, dem Künstler Salomé. Mit Salomé gründete er die avantgardistische Punkband Geile Tiere, bei der er sang und Bass spielte. Die Band war eng verbunden mit dem Berliner Club Dschungel und erlangte durch schrille Auftritte Bekanntheit. Mit Salomé und Fetting unternahm Castelli 1982 eine Tour mit Performance-Konzerten durch Frankreich.

### Paris: Camera Obscura und Revolving Paintings
Castelli liess sich 1989 in Paris nieder und heiratete 1991 Alexandra, die er immer wieder malte. Er experimentiert mit einer selbstgebauten Camera Obscura und entwickelt seine Revolving Paintings. Diese können gedreht werden und haben keine definierte Oberkante. Je nachdem wie sie gehängt werden, sehen Betrachter andere Gesichter, Körper oder Stadtansichten. Die Motive «überlagern und durchdringen sich gegenseitig, liegen manchmal flach oder stehen auf dem Kopf, geben vermeintlich abstrakte Strukturen vor und erweisen sich oftmals erst dann als gegenständlich gebunden, wenn das dazugehörige Motiv ‹geradesteht›», schreibt Peter K. Wehrli.

### Comeback
Zurzeit erlebt Castelli ein wachsendes Interesse an seinem Werk. Seine fotografischen Selbstporträts sind in einem Band des Zürcher Kunstverlags Edition Patrick Frey erschienen und in einer breiten Übersichtsausstellung in Paris gezeigt worden. 2015 präsentierte das National Art Museum of China in Peking eine grosse Ausstellung zum malerischen Werk, die danach ans Contemporary Art Museum in Shanghai ging. Für China liess Castelli Motoren entwickeln, mit denen sich die Revolving Paintings langsam um 360° drehten.

### Öffentliche Sammlungen
- Fonds régional d'art contemporain – Rhône-Alpes, IAC – Institute d’art contemporain, Villeurbanne, Frankreich

### Verschiedenes
- 1985 porträtiert Luciano Castelli den Musiker Stephan Eicher für das Cover von dessen LP I Tell This Night.
- 2011 erzielte das Gertsch Porträt «Luciano 1» an einer Versteigerung von Sotheby’s einen Preis von 2,3 Millionen Schweizer Franken.[17]

## Ausstellungen

### Einzelausstellungen (Auswahl)
- 1971 Galerie Toni Gerber, Berne.
- 1986 Kunstverein Kassel
- 2014 Luciano Castelli, Self-Portraits, 1973–1986, Maison Européenne de la Photographie, Paris.
- 2015 The National Art Museum of China, Peking, China
- 2015 Contemporary Art Museum, Shanghai, China

### Gruppenausstellungen (Auswahl)
- 1970 Visualisierte Denkprozesse, Kunsthaus Luzern, Schweiz.
- 1972 Documenta 5, Kassel
- 1974 Transformer – Aspekte der Travestie, Kunsthaus Luzern, Schweiz.
- 1980 39th Biennale di Venezia (Aperto), Venedig.
- 1987 Berlin Art 1961-87, Museum of Modern Art, New York.
- 2018/19 Die Erfindung der Neuen Wilden – Malerei und Subkultur um 1980, Ludwig Forum, Aachen.